# 2011 (numero)
Duemilaundici (2011) è il numero naturale dopo il 2010 e prima del 2012.

## Proprietà matematiche
- È un numero dispari.
- È un numero primo e un numero primo forte.
- È un numero difettivo.
- È un numero nontotiente in quanto dispari e diverso da 1.
- È un numero odioso.
- È un numero intero privo di quadrati.
- È parte della terna pitagorica (2011, 2022060, 2022061).

## Astronomia
- 2011 Veteraniya è un asteroide della fascia principale del sistema solare.

## Astronautica
- Cosmos 2011 è un satellite artificiale russo.